# Jacek Kwiatkowski (polityk)
Jacek Kwiatkowski (ur. 26 kwietnia 1970 w Koninie) – polski przedsiębiorca, poseł na Sejm VII kadencji.

## Życiorys
Uzyskał wykształcenie średnie, z wykształcenia jest technikiem elektromechanikiem, absolwentem Zespołu Szkół im. Mikołaja Kopernika w Koninie. W latach 1991–2014 zajmował się prowadzeniem własnej działalności gospodarczej (w postaci serwisu elektronicznego). W wyborach parlamentarnych w 2011 uzyskał mandat poselski, kandydując z 1. miejsca na liście Ruchu Palikota w okręgu konińskim i otrzymując 13 380 głosów. W październiku 2013, w wyniku przekształcenia Ruchu Palikota, został działaczem partii Twój Ruch. W wyborach samorządowych w 2014 kandydował z własnego komitetu na burmistrza Goliny, zajmując ostatnie, 6. miejsce. W marcu 2015, po rozpadzie klubu poselskiego TR, znalazł się w kole Ruch Palikota. W wyborach w 2015 nie uzyskał poselskiej reelekcji.

## Życie prywatne
Jest żonaty, ma dwie córki.